# (12716) Delft
(12716) Delft ist ein Asteroid des äußeren Hauptgürtels, der am 8. April 1991 von dem belgischen Astronomen Eric Walter Elst am La-Silla-Observatorium der Europäischen Südsternwarte in Chile (IAU-Code 809) entdeckt wurde.
Der Asteroid gehört zur Eos-Familie, einer Gruppe von Asteroiden, welche typischerweise große Halbachsen von 2,95 bis 3,1 AE aufweisen, nach innen begrenzt von der Kirkwoodlücke der 7:3-Resonanz mit Jupiter, sowie Bahnneigungen zwischen 8° und 12°. Die Gruppe ist nach dem Asteroiden (221) Eos benannt. Es wird vermutet, dass die Familie vor mehr als einer Milliarde Jahren durch eine Kollision entstanden ist. Die zeitlosen (nichtoskulierenden) Bahnelemente von (12716) Delft sind fast identisch mit denjenigen von vier kleineren (wenn man von der Absoluten Helligkeit von 14,8, 16,1, 15,8 und 16,7 gegenüber 13,7 ausgeht) Asteroiden: (132722) 2002 PV3, (341683) 2007 VS107, (375490) 2008 UR47 und 2013 BW29.
(12716) Delft wurde am 19. August 2008 nach der südholländischen Stadt Delft benannt.